# Akt o združitvi
Akt o združitvi (ukrajinsko Акт Злуки, latinizirano: Akt Zluky ali Велика Злука, Velyka Zluka) je sporazum, ki sta ga 22. januarja 1919 na Trgu sv. Sofije v Kijevu podpisali Ukrajinska ljudska republika in Zahodnoukrajinska ljudska republika. Od leta 1999 se 22. januar v Ukrajini praznuje kot Dan združitve Ukrajine, vendar ne kot državni praznik.

## Zgodovina
9. (22.) januarja 1918 je Ukrajinska centralna rada s Četrtim univerzalom razglasila  Ukrajinsko ljudsko republiko za neodvisno in suvereno državo ukrajinskega ljudstva. 
1. decembra 1918 je bila med Ukrajinsko ljudsko republiko in Zahodnoukrajinsko ljudsko republiko v Fastivu sklenjen predpristopni sporazum o združitvi obeh republik v enotno državo. 3. januarja 1919 je Ukrajinski narodni svet Zahodnoukrajinske ljudske republike v Stanislavivu sporazum ratificiral in poslal delegacijo na pogajanja z vlado Ukrajinske ljudske republike. 22. januarja 1919 je Direktorat Ukrajinske ljudske republike izdal univerzal, ki je razglasil ustanovitev enotne in neodvisne države Ukrajinske ljudske republike. Odločitev so istega dne v slovesnem vzdušju razglasili na Trgu sv. Sofije v Kijevu. 
Naslednji dan je z delom začel Delavski kongres. Prva točka dnevnega reda je bil sprejemanje Akta o združitvi, ki je bil med ploskanjem soglasno sprejet. 
Cilj sporazuma je bil ustvariti enotno ukrajinsko državo, ki jo je dolgo pričakovala inteligenca na obeh straneh meje. Akt o združitvi je kljub zvenečemu naslovu veljal za povsem simboličnega, saj sta obe vladi še vedno obdržali svojo vojsko, upravo in vladno strukturo.
Besedilo univerzala, ki ga je sestavil Direktorat Ukrajinske ljudske republike, se glasi: 
Ozemlje Ukrajine, več stoletij razdeljeno, vključno z Galicijo (Haličina), Bukovino, Karpatsko Rutenijo in Dneprsko Ukrajino, bo zdaj postalo velika združena Ukrajina. Sanje, za katere so se borili in umirali najboljši sinovi Ukrajine, so se uresničile.
Sporazum je določal, da bo Galicija postala avtonomen del Ukrajine.
Ko so predstavniki hališke vojske 6. novembra 1919 podpisali enostranski Zjatkivski sporazum s Prostovoljno vojsko in se dali na razpolago generalu Denikinu, ne da bi upoštevali mnenje vlade Ukrajinske ljudske republike, je bil Akt o združitvi dejansko odpovedan. Sporazum je bil obnovljen v Odesi 17. novembra 1919 in ratificiran v Vinici 19. novembra 1919.
2. decembra 1919 so predstavniki Ukrajinske ljudske republike in Poljske v Varšavi podpisali osnutek deklaracije, po kateri je Ukrajinska ljudska republika prepustila Poljski Helminsko deželo, Polesje, Podolje, Zahodno Volinjo in Vzhodno Haličino. 4. decembra 1919 je uradna diplomatska delegacija Zahodnoukrajinske ljudske republike (S. Vitvicki, A. Gorbačevskij, M. Novakivski) sporočila veleposlaništvu Ukrajinske ljudske republike v Varšavi in vladi Republike Poljske, da je Zahodnoukrajinska ljudska republika na strani poljske vlade.  20. decembra 1919 je pooblaščeni diktator Jevgen Petruševič na Dunaju sklical sejo vlade Zahodnoukrajinske ljudske republike, na kateri je bila sprejeta odločitev o enostranski razveljavitvi Akta o združitvi.
Ukrajina ni mogla pridobiti neodvisnosti in decembra 1920 je bila ustanovljena Ukrajinska SSR Sovjetske zveze, ki je obsegala večino ozemlja Ukrajinske ljudske republike. Ozemlje Zahodnoukrajinske ljudske republike je postalo večinoma del Poljske.  Leta 1939 sta obe ozemlji postali del Ukrajinske SSR.
Združevanje leta 1919 je pustilo globok pečat v zgodovinskem spominu ukrajinskega naroda, kar so dokazali januarski dogodki leta 1939 v Karpatski Ukrajini. 

### 71. obletnica
Ob 71. obletnici podpisa Akta o združitvi se je 21. januarja 1990 zbralo več kot 300.000 Ukrajincev in sklenilo približno 482 km dolgo človeško verigo od Kijeva do Lvova. Veriga, največja javna manifestacije v Ukrajini od začetka Glasnosti, je bila sklenjena na pobudo Ljudskega gibanja Ukrajine in zgledu na podobno Baltsko pot med prestolnicami Baltskih držav Talin-Riga-Vilna leto pred tem. Prvič po obdobju Ukrajinske ljudske republike so se ponovno izobesile modro-rumene ukrajinske zastave.

## Dan združitve Ukrajine
21. januarja 1999 je predsednik Ukrajine Leonid Kučma odredil "Dan združitve Ukrajine" (ukrajinsko День Соборності України, latinizirano: Den' Sobornosti Ukrajiny), vladni praznik, ki se praznuje vsako leto 22. januarja, da bi obeležili politični in zgodovinski pomen sporazuma iz leta 1919, vendar ni državni praznik.
Decembra 2011 je predsednik Viktor Janukovič povzročil javno polemiko, ko je ta dan združil z "Dnevom svobode" in ga uradno poimenoval "Dan enotnosti in svobode Ukrajine" (ukrajinsko День Соборності та Свободи України, latinizirano: Den' Sobornosti ta Svobody Ukrajiny). "Dan svobode" je leta 2005 ustanovil predsednik Viktor Juščenko, Janukovičev nasprotnik, da bi ga praznovali 22. novembra v spomin na Oranžno revolucijo. Predsednik Janukovič je izjavil, da je spremenil dan praznovanja zaradi "številnih pozivov javnosti". Sredi oktobra 2014 je predsednik Petro Porošenko razveljavil Janukovičevo združitev praznikov in odredil, da se 21. november praznuje kot "dan dostojanstva in svobode" v čast protestov Evromajdana, ki so se začeli 21. novembra 2013.